# National Investigation Department
National Investigation Department (NID) (Nepali: राष्ट्रिय अनुसन्धान बिभाग) ist ein Nachrichtendienst Nepals. Er sammelt Informationen über die öffentliche Sicherheit des Landes, Wirtschaftskriminalität, Korruption, inländischen und grenzüberschreitenden Terrorismus, Geldwäsche, Drogen- und Menschenhandel. Das 1952 gegründete NID untersteht dem Büro des Premierministers und dem Ministerrat.

## Bisherige Leiter des NID
1. Yadu Lal Kharel
2. Padam Bahadur Shah
3. Dhundi Raj Sharma
4. Samip Sherchan
5. Harka Bahadur Thapa
6. Mahesh Gurung
7. Chand Bahadur Rai
8. Lekh Bahadur Panday
9. Bishnu Raj Panta
10. Govinda Karma Thapa
11. Hari Babu Chaudhari
12. Devi Ram Sharma
13. Dhan Singh Karki
14. Seikanta Tiwari
15. Moti Bahadur Gurung
16. Jeet Bahadur K.C.
17. Dilipraj Regmi
18. Ganesh Prasad Adhikari
19. Rom Bahadur Thapa
20. Hutaraj Thapa